# 聖母無原罪主教座堂 (馬那瓜)

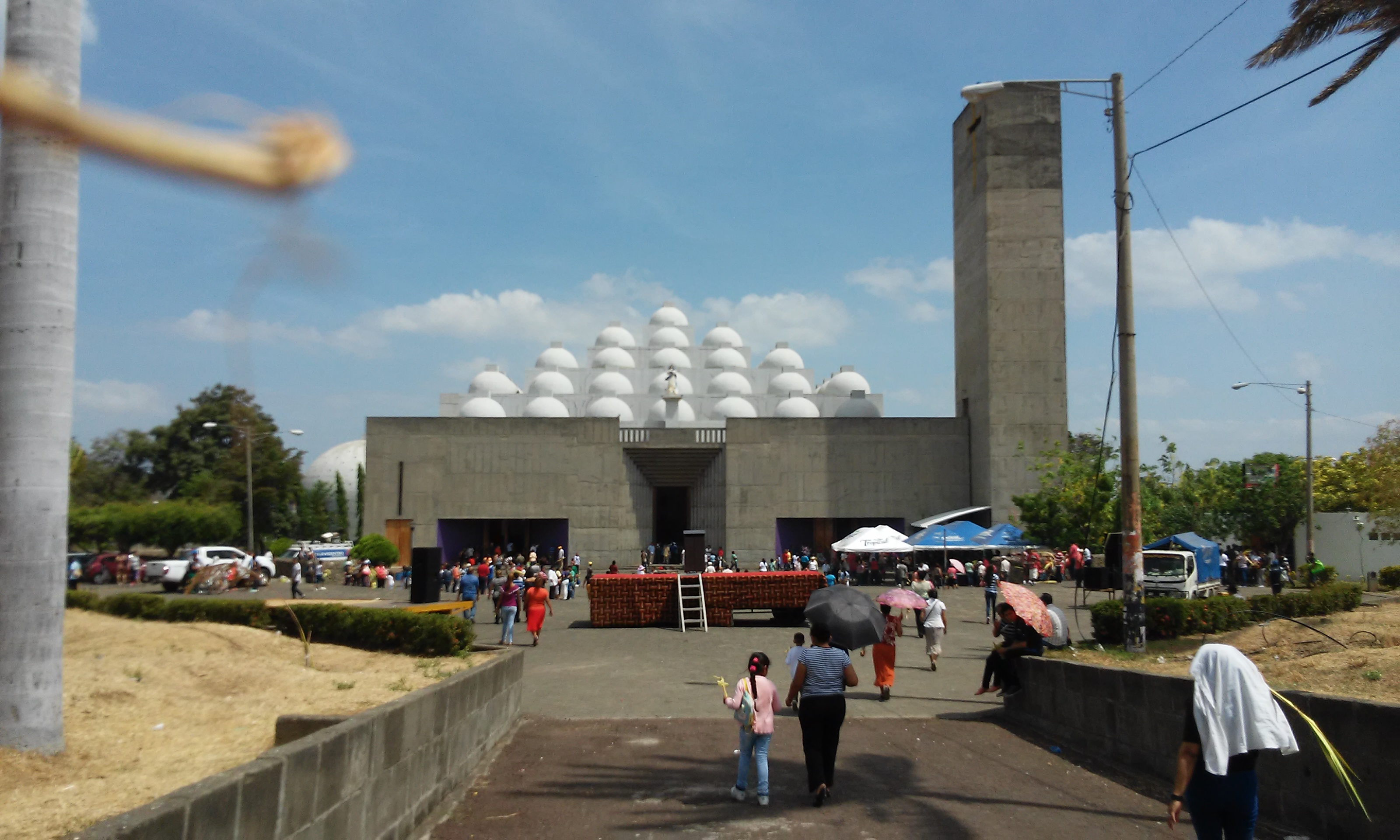
聖母無原罪主教座堂

聖母無原罪主教座堂（西班牙語：Catedral Metropolitana de la Inmaculada Concepción de María）位於尼加拉瓜首都馬納瓜，為天主教馬那瓜總教區的主教座堂。
聖母無原罪主教座堂建於1991年，以替代原有的舊教堂；在1972年地震摧毀了90％的城市之後，原先的大教堂被破壞並且被認為無法恢復。新教堂是由墨西哥建築師里卡多·萊戈雷塔設計的。建造工作於1991年8月左右開始，並於1993年9月4日啟用，建築成本估計為450萬美元。教堂有63座圓頂，其前衛的建築風格曾引發許多爭議。